# Фо (суп)
Фо (вьет. phở, МФА:fɤ˧˩˧) — блюдо вьетнамской кухни, суп с лапшой, в который при сервировке добавляют говядину или курятину, а иногда — кусочки жареной рыбы или рыбные шарики. Говяжий суп носит название фо бо (вьет. phở bò), куриный — фо га (вьет. phở gà), а рыбный — фо ка (вьет. phở cá).

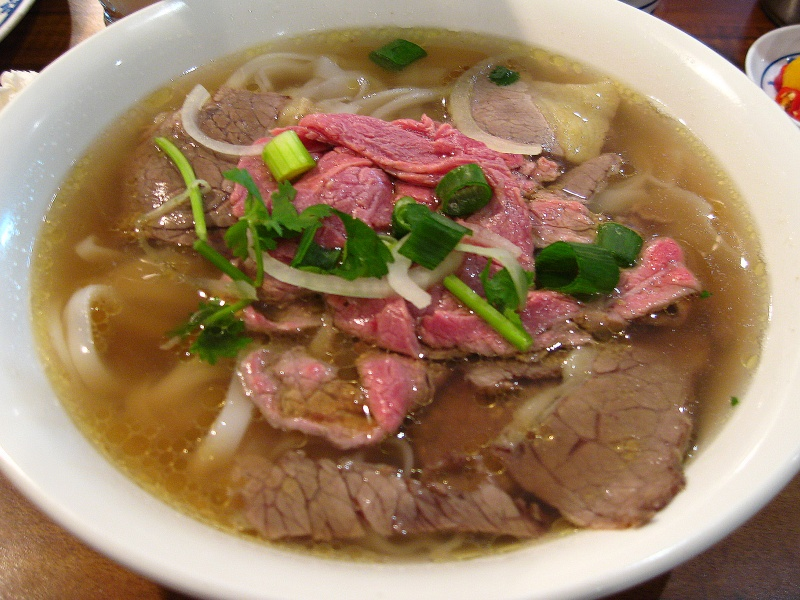
Фо с нарезанной ломтиками говядиной и говяжьей грудинкой

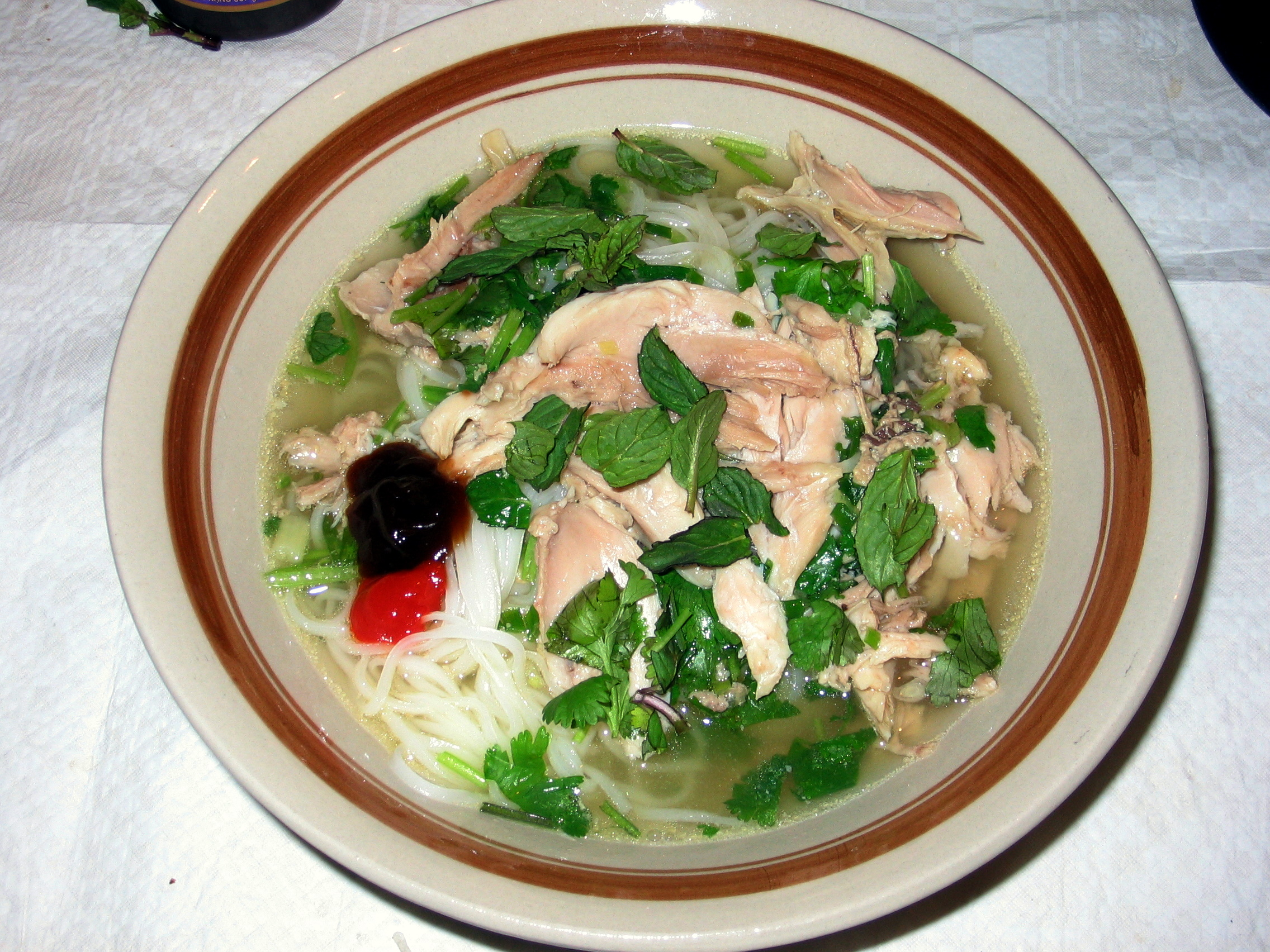
— фо с курицей

Лапшу для супа обычно делают из рисовой муки. Блюдо украшают азиатской разновидностью базилика, мятой, лаймом и проростками бобов мунг.
Блюдо ассоциируется с Ханоем, где в 1920-х годах открылся первый ресторан фо.

## История
Фо появился в начале XX века в северной части Вьетнама. Вероятно, фо появился на юго-западе от Ханоя, в Намдинь, и на его появление повлияло французское колониальное правление (до него коровы считались рабочими животными, и в пищу мясо этих животных вьетнамцы не употребляли). Первоначально фо продавали в коробках, а в 1920-х годах в Ханое открылся первый ресторан, специализирующийся на фо.

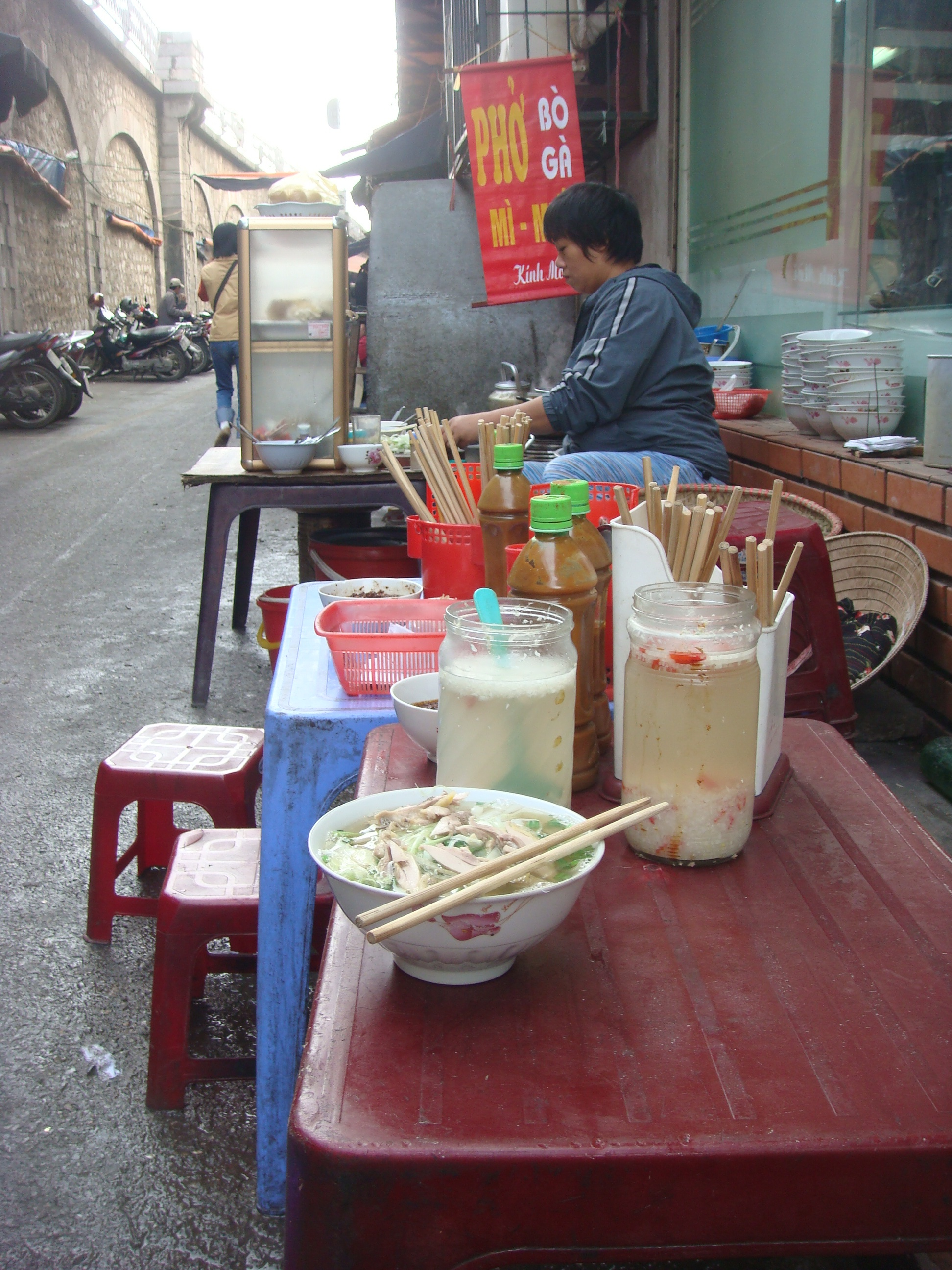
Фо га в типичной ханойской закусочной. Для северных разновидностей фо характерно малое количество дополнительных ингредиентов

Происхождение фо было темой специального семинара, проведённого в Ханое в 2003 году. Было высказано предположение, что «фо» происходит от французского «огонь» фр. feu, а дополнительным подтверждением данной теории служит то, что в бульон добавляют поджаренный лук для вкуса и цвета, как и во французское блюдо потофё. В прочих азиатских супах с лапшой этот ингридиент не используется. Существует также теория, которая утверждает, что фо произошёл от китайского слова фэнь (кит. трад. 粉, пиньинь fěn). Кроме того, рисовая лапша, бадьян и корица — это популярные ингредиенты китайской кухни.
Некоторые исследователи полагают, что фо произошёл из кантонского блюда с лапшой шахэ фэнь, кит. трад. 沙河粉, которое также называют фань, вьетн. phấn; или хо, вьетн. hà, что могло превратиться в «phở». Оба слова (фо и фань) используются для называния одного и того же вида лапши, которая распространена во Вьетнаме и Гуандуне, что может значить, что во Вьетнам данный вид лапши был привезён из южного Китая иммигрантами. Иное объяснение этому можно найти в том, что в древности народы юэ (см. Байюэ, Юэ (царство)) населяли территории современных северного Вьетнама и южного Китая. Более того, современные вьеты являются прямыми потомками древних народов юэ, а  иное название провинции Гуандун 粵/粤 (юэ) происходит от собирательного названия «сто юэ» (百越). То есть и вьетнамская, и китайская версии блюда предположительно восходят к одному и тому же блюду царства Юэ, объединявшего нынешний северный Вьетнам и нынешний южный Китай. Эту лапшу одинаково готовят в обеих местностях, приправляют рыбным соусом, украшают проростками бобов, фрикадельками и кусочками говядины. В фо, однако, ещё добавляют мяту, кориандр (кинзу), базилик, лайм, кусочки красного перца и ломтики сырой говядины, это особенно характе́рно для фо из окрестностей Сайгона. Кроме того, бульон для фо готовится из коровьих костей и свежего лука, а бульон для «фань» варят из камбалы и других морепродуктов. В некоторый районах Вьетнама фо сладкий, в него добавляют сахар-кандис; в Китае такое блюдо неизвестно.
На юге страны в фо могут добавлять другие виды мяса, готовить бульон иным способом, а также украшать готовое блюдо эрингиумом (вьет. ngò gai, нго гай), тайским базиликом (вьет. húng quế, хунг куэ) и тыонгом (вьет. tương, соевая паста). Фо стал популярен на юге лишь после 1954 года.
Вероятно, самое раннее упоминание фо в европейских странах находится в книге 1935 года «Рецепты народов мира» англ. Recipes of All Nations авторства графини Морфи. В книге фо описывается как «аннамский суп, подающийся высоким гостям, … готовится из говядины, телячьих костей, лука, лаврового листа, соли и перца и ныокмама».
Во время Войны во Вьетнаме беженцы распространили фо по миру. Он особенно популярен в крупных городах со значительным вьетнамским населением, например, в Париже, на западном побережье Канады (Ванкувер, Виктория), в Техасе, Новом Орлеане, в Орландо, Флориде и в Вашингтоне; в иммигрантских западных районах Сиднея и Мельбурна. В 2011 году фо назван компанией CNN 28-м самым вкусным блюдом мира (англ. World's 50 most delicious foods).

## Состав и приготовление
Фо подают в миске с белой рисовой лапшой бань фо (вьет. bánh phở), плавающей в прозрачном говяжьем бульоне с тонкими ломтиками говядины. Иногда на юге в фо также кладут жилы, требуху, фрикадельки. Куриный фо готовят точно так же, как говяжий, но в качестве мяса используется курятина, куриное сердце, яичники и желудок.

### Бульон
Для приготовления бульона говяжьи кости, воловий хвост, пашину, поджаренные лук, имбирь и специи (ими могут быть корица, бадьян, чёрный кардамон, семена кинзы, фенхеля и гвоздика) вываривают несколько часов.

### Добавки

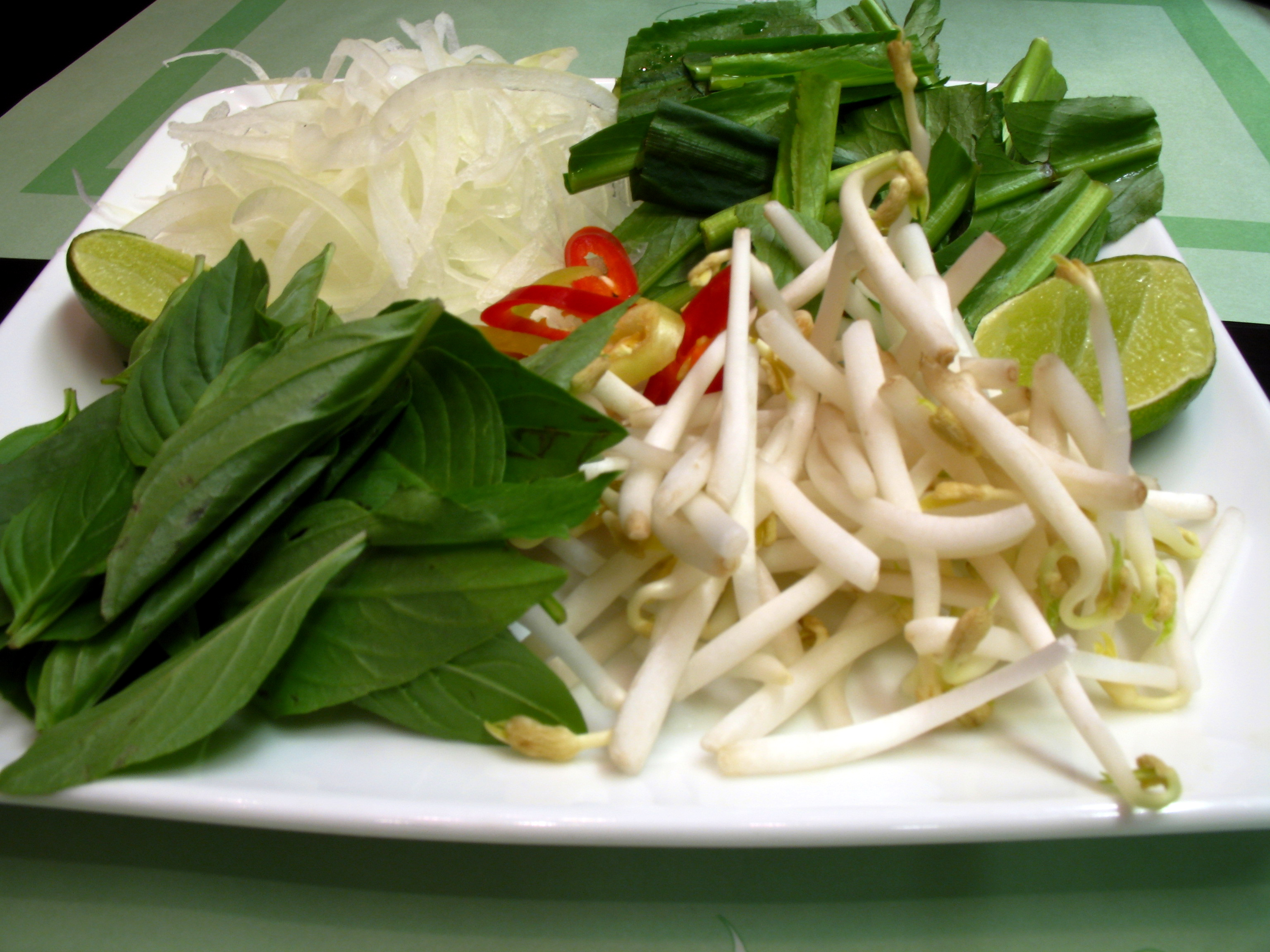
Сайгонские добавки в фо, по часовой стрелке слева сверху: репчатый лук, красный перец, эрингиум, лайм, побеги бобов и базилик

Вьетнамские блюда часто подают с зеленью, травами, овощами, соусами для макания, различными пастами и выжимкой лайма или лимона. В фо можно добавить зелёного и репчатого лука, кинзы, базилика (вьет. húng quế), свежий красный стручковый перец, ломтик лайма или лимона, ныокмама и соуса чили.
Особой разновидностью является фо с жирным бульоном (вьет. nước béo, ныок бео), его подают с зелёным луком. К фо также часто заказывают хань зам (вьет. hành dấm, репчатый лук с уксусом).

### Региональная кухня
Фо, подаваемый на севере, отличается от южного. Ханойский фо называется фо бак (вьет. phở bắc, северный фо), а сайгонский — фо сай гон (вьет. phở Sài Gòn). В северной разновидности лапша шире, а в бульоне много зелёного лука, южный фо слаще, и в него добавляют различные свежие травы. Также, судя по всему, приготовление фо не из говядины, а также подача лайма, бобовых проростков, эрингиума, базилика и соевой пасты — изобретения юга страны.